# 1971 aux États-Unis
Pour des articles plus généraux, voir Chronologie des États-Unis et 1971.
Chronologie des États-Unis
- 1967
- 1968
- 1969
- 1970
- 1971
- 1972
- 1973
- 1974
- 1975

Cette page concerne des événements d'actualité qui se sont produits durant l'année 1971 du calendrier grégorien aux États-Unis.

## Gouvernement
- Président : Richard Nixon
- Vice-président :
- Secrétaire d'État :
- Chambre des représentants - Président

## Événements
- 8 février : Opération Lam Son. 20 000 soldats sud-vietnamiens, soutenus par l'US Air Force, entrent au Laos afin de couper la piste Ho-Chi-Minh où transite les troupes nord-vietnamiennes. L'opération échoue, mais son échec est caché à l'opinion publique américaine.
- 26 mars : intervention du président Nixon. Celui-ci annonce le "succès" de l'Opération Lam Son et l'efficacité de la politique de Vietnamisation, entamée en 1969, permettant d'accélérer le retrait des troupes américaines du Vietnam.
- 29 mars : révélation par le lieutenant William Calley du massacre en 1968 de tout un village vietnamien (massacre de Mỹ Lai).
- 1er mai : Création de la Société nationale des transports ferroviaires de voyageurs Amtrak. Cette entreprise, entièrement contrôlée par le gouvernement, regroupe l’ensemble des services ferroviaires voyageurs sur le territoire américain.
- 13 mai : acquittement des Panther 21 à New York, membres des Black Panthers accusés d'« association de malfaiteurs en vue de commettre des actes terroristes ».
- 13 juin : publication par le New York Times d’extraits des Pentagon Papers, document confidentiel sur la guerre du Viêt Nam photocopié par les fonctionnaires Daniel Ellsberg et Anthony Russo.
- 16 juin : injonction de la cour fédérale de New York interdisant au journal New York Times de continuer de publier les Pentagon Papers, invoquant la sécurité nationale. Cette interdiction de publier est une première dans l'histoire des États-Unis.
- 30 juin : la Cour Suprême des Etats-Unis, par 6 voix contre 3, statue que les injonctions férales applicables aux journaux sur les Pentagon Papers étaient des limitations préalables anticonstitutionnelles et que le gouvernement n’avait pas satisfait à la charge de la preuve pour appliquer de telles limitations. Levée des interdictions.
- 5 juillet : 26e amendement, abaissant l’âge de la majorité à 18 ans.
- Juillet : le président Richard Nixon instaure une politique de détente entre les États-Unis, l’Union soviétique et la Chine. Le déblocage des relations avec Pékin est rendu public le 15 juillet, une semaine après le voyage en Chine de Kissinger, chargé d’y préparer une visite officielle du Président.
- Août : Un sondage révèle que 71 % des américains considèrent que l’engagement militaire des États-Unis était une erreur.
- 15 août : New Economic Policy (NEP) : Richard Nixon impose un contrôle des prix et des salaires pour trois mois, frappe les importations d’une surtaxe de 10 % et déclare unilatéralement le dollar américain inconvertible en or, rendant de fait caducs les accords de Bretton Woods.
- 21 août : émeutes carcérales à la suite de la mort d’un détenu de San Quentin, George Jackson, abattu dans le dos au cours d’une prétendue tentative d’évasion.
- 22 août : affaire des Vingt-huit de Camden, qui lancent une opération contre le bureau d’incorporation de Camden, New Jersey. Ils seront acquittés par le jury en mai 1973.
- 9 - 14 septembre : mutinerie dans la prison d’Attica, dans l’État de New York. La répression fait 31 morts.
- 1er octobre : ouverture du parc Magic Kingdom près d'Orlando en Floride. Cela marque la naissance du Walt Disney World Resort.
- 24 novembre : alors qu'un orage sévit au-dessus de l'État de Washington, un pirate de l'air se faisant appeler Dan Cooper (plus connu sous le nom de D. B. Cooper) saute en parachute d'un avion de ligne de la Northwest Orient Airlines avec 200 000 $ de rançon en liquide ; ni lui ni l'argent n'ont jamais été retrouvés.
- 10 décembre : Revenue Act. Mesures fiscales favorisant l'investissement. Taxe de 7 % sur les automobiles. Nouvelles déductions fiscales pour les plus pauvres.
- 18 décembre : accords de Washington[1]. Le dollar est dévalué de 7,89 % par rapport aux principales devises occidentales.
- 23 décembre : National Cancer Act, loi allouant des fonds à la lutte contre le cancer.

## Économie et société
- La balance commerciale américaine est déficitaire (0,1 % du PIB) pour la première fois depuis 1893.
- 1046 milliards de dollars de PNB.
- Le budget fédéral atteint 196 milliards de dollars
- Les États-Unis importent 25 % du pétrole qu’ils consomment.
- Mesures protectionnistes provisoires.
- 5,9 % de chômeurs
- 18,4 milliards de déficit budgétaire (1,8 % du PIB).
- Forte baisse des dépenses militaires (69 milliards de dollars).
- Fusion de ITT avec la Hartford fire Insurence Company.
- Loi sur les campagnes électorales fédérales.
- Le retrait militaire américain du Viêt Nam se poursuit : 157 000 hommes fin 1971. 55 803 soldats tués
- Constat par les officiers présents sur place de la détérioration inquiétante du moral et de la discipline de l'armée américaine encore déployée au Vietnam.

## Naissances en 1971
- 12 avril : Shannen Doherty, actrice américaine († 13 juillet 2024).